# Милославський Костянтин Іванович

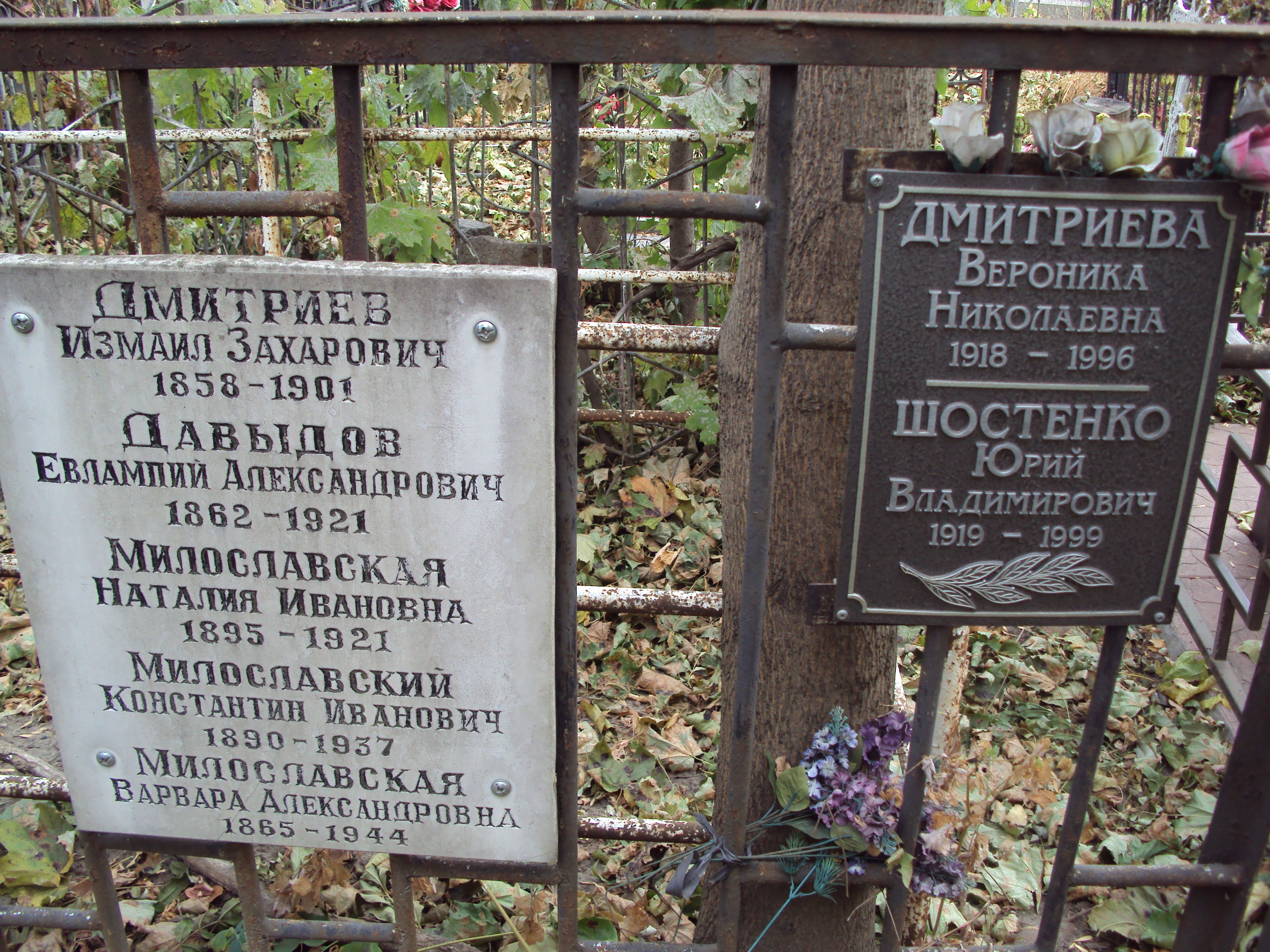
Поховання К.І.Милославського в огорожі родин Дмитрієвих- Давидових-Шостенок на 2-му Харківському кладовищі.Світлина DKM med.

Милославський Костянтин Іванович (1890 — 1937) — радянський міколог та ботанік-педагог. Викладач у вологодських та пензенських освітніх закладах. Дослідник флори Засурських лісів.

## Життєпис
Народився в 1890 році в Охтирці. Він був сином місцевого купця Івана Миколайовича Милославського та його першої дружини Меланії Василівни (до шлюбу Колот). У 1908 році закінчив Охтирську гімназію та отримав атестат зрілості. Продовжив навчання на природничо-науковому факультеті Харківського університета, який закінчив у 1913 році. Ботаніку йому викладав професор Володимир Арнольді. Паралельно допомагав батьку в купецькій справі, зберігся рахунок підписаний Костянтином від 25 лютого 1910.
З 1913 року став викладати природознавство у Вологодському учительському інституті. Серед його учнів був майбутній лінгвіст та етнограф Олексій Сидоров. Одночасно, у 1914-15 роках викладав природничу історію у Вологодській Маріїнській жіночій гімназії. У 1920-30 роках викладав ботаніку у Пензенському лісотехнічному технікумі.
Займався дослідженням грибних хвороб древесних порід. Також досліджував трав'яний покров Засурських лісів за типом лісу.
Похований у Харкові на Другому міському кладовищі в одній огорожі з родичами його зведеного брата Миколи Дмитрієва. Сином Констянтина Милославського був фізик-оптик Володимир Милославський.

## Науковий доробок
- Краткое руководство к изучению и распознаванию грибных болезней древесных пород. Для лесотехникумов, лесных вузов и лесоводов. Пенза, 1927[2].